# Rovinka
Rovinka (allemand : Waltersdorf) est un village de Slovaquie situé dans la région de Bratislava.

## Histoire
Première mention écrite du village en 1274.

## Démographie

### Évolution de la population
| Année:               | 1994. | 2004.   | 2014.     | 2024.     |
| -------------------- | ----- | ------- | --------- | --------- |
| Nombre de personnes: | 1216  | 1368    | 3021      | 6322      |
| Différence:          |       | +12,5 % | +120,83 % | +109,26 % |

| Année:               | 2023. | 2024.   |
| -------------------- | ----- | ------- |
| Nombre de personnes: | 6099  | 6322    |
| Différence:          |       | +3,65 % |